# ヴォルフガング・ケターレ
ヴォルフガング・ケターレ（Wolfgang Ketterle、1957年10月21日 - ）は、ドイツに生まれアメリカ合衆国で活動した物理学者である。2001年「希薄なアルカリ原子ガスでのボース＝アインシュタイン凝縮の実現、および凝縮体の性質に関する基礎的研究」により、エリック・コーネルとカール・ワイマンと共にノーベル物理学賞を受賞した。1995年、ワイマンらとは独立にナトリウム原子のボース＝アインシュタイン凝縮を実現した。

## 来歴
ハイデルベルクに生まれ、ハイデルベルク大学、ミュンヘン工科大学で学び、マックスプランク量子光学研究所でヘルベルト・ヴァルターらのもとで研究し、1990年マサチューセッツ工科大学（MIT）のデイヴィッド・プリチャードのグループに加わった。1993年MITの助教授、1998年には教授となった。
1995年の気体原子のボース＝アインシュタイン凝縮の成功の後、ケターレのグループは1997年に2つのボース＝アインシュタイン凝縮した試料間の干渉を観測し、原子レーザーを初めて実現した。2003年には分子のボース＝アインシュタイン凝縮を達成し、2005年にはフェルミ凝縮における超流動の実験的証拠を示した。

## 受賞歴
- 1997年：アメリカ物理学会 I・I・ラビ賞
- 1997年：ドイツ物理学会 グスタフ・ヘルツ賞
- 1999年：低温物理学会 フリッツ・ロンドン記念賞
- 2000年：ベンジャミン・フランクリン・メダル
- 2001年：ノーベル物理学賞